# The Best of Waylon Jennings
The Best of Waylon Jennings è il quindicesimo album di Waylon Jennings. Si tratta di una raccolta di brani già editi (tranne due, usciti solo come singolo) negli albums precedenti. Questa compilation fu pubblicata nel giugno del 1970 dalla RCA Victor sotto la produzione di Chet Atkins.

## Tracce
1. The Days of Sand and Shovels (Bud Reneau, Doyle Marsh) – Uscito solo come singolo (parte A) nell'aprile 1969 con nella parte B Delia's Gone.
2. MacArthur Park (Jimmy Webb) – Tratto dall'album Country-Folk (1969)
3. Delia's Gone (Waylon Jennings) – Uscito solo come singolo (parte B) nell'aprile 1969 con nella parte A The Days of Sand and Shovels.
4. Walk On out of My Mind (Red Lane) – Tratto dall'album Only the Greatest (1968)
5. Anita, You're Dreaming (Waylon Jennings, Don Bowman) – Tratto dall'album Leavin' Town (1966)
6. Only Daddy That'll Walk the Line (Ivy J. Bryant) – Tratto dall'album Only the Greatest (1968)
7. Just To Satisfy You (Waylon Jennings, Don Bowman) – Tratto dall'album Just to Satisfy You (1969)
8. I Got You (Gordon Galbraith, Ricci Mareno) – Tratto dall'album Just to Satisfy You (1969)
9. Something's Wrong in California (Wayne C. Thompson, Rodney Lay) – Tratto dall'album Nashville Rebel (1966)
10. Ruby, Don't Take Your Love to Town (Mel Tillis) – Tratto dall'album Love of the Common People (1967)

## Musicisti
- Waylon Jennings - voce, chitarra